# My Melody
My Melody (jap. マイメロディー, Mai Merodi), auch Mai-Melo (マイメロ) genannt, ist eine fiktive Figur der japanischen Firma Sanrio in Hasengestalt. 
Die Figur My Melody ist die stilisierte Darstellung eines kleinen weißen Hasen, von der häufig nur der Kopf abgebildet ist. Sie trägt eine rosa Haube, die an die Haube der Märchenfigur Rotkäppchen angelehnt ist. Ähnlich wie Hello Kitty und zahlreiche weitere Produkte ist die Figur ein typisches Beispiel als für die japanische Kawaii-Kultur. Sie ist als Markenzeichen geschützt und wird unter Lizenz vertrieben. 
Ihren großen Boom erlebte die Marke Mitte der 1990er Jahre, als Japan sich allmählich von der Rezession erholte und Mütter, die mit My Melody aufgewachsen waren, entsprechende Produkte vermehrt für ihre eigenen Kinder kauften. Auch ältere Teenager sind von ihr fasziniert und sie gewinnt nach wie vor an Beliebtheit in weiten Kreisen der Bevölkerung.

## Figuren
My Melody
Gemäß der offiziellen Figurenbeschreibung ist My Melody an einem 18. Januar im Marylands Ward zur Welt gekommen, ihr echter Name lautet Melody. Sie wohnt auf dem von Hasen bewohnten Marylands Hügel. Ihre Größe entspricht der eines Fliegenpilzes und sie hält ihr Gewicht geheim. Sie kann mit ihrer Mutter leckeres Gebäck backen. Am liebsten mag sie Mandelsandkuchen. Melody lebt mit ihren Eltern und ihren Großeltern und ihrem Bruder Rhythm (jap. リズム, Rizumu) und ihrem Vetter zweiten Grades Little forest fellow (リトルフォレストフェロォ, auch Mellow, めろぉ).
Freunde
- Flat (フラットくん)：Maus

Er ist ihr bester Freund. 
- Piano (ピアノちゃん)：Schaf

Ihr echter Name lautet My sweet Piano.
Weitere Figuren
- Kuromi (クロミ)

Kuromi wurde 2005 von Kumiko Kobayashi entworfen und der Sammlung von Sanrios Figuren hinzugefügt. Sie bezeichnet sich als My Melodys Rivale. Sie trägt immer eine schwarze Haube mit einem rosa Totenkopf. Am liebsten mag sie Schalotte und einen hübschen Jungen. Ihr Hobby ist es, ein Tagebuch zu führen und neuerdings ist sie von Liebesromanen hingerissen.
- My sweet Piano (マイスウィートピアノ)

My Sweet Piano wurde 2008 entworfen und der Sammlung von Sanrios Figuren hinzugefügt. Sie ist ihr Freund. Sie ist ein Schaf Mädchen mit rose Haar. Sie kann auf dem Feld mit Melody einen Strauß pflücken und schwatzen. Am liebsten mag sie Meringegebäck.
- Little forest fellow (リトルフォレストフェロォ)

Little forest fellow wurde 2015 entworfen und der Sammlung von Sanrios Figuren hinzugefügt. Er ist ihr Vetter zweiten Grades.

## Geschichte
My Melody wurde 1975 von Yōko Matsumoto entworfen und der Sammlung von Sanrios Charakteren hinzugefügt. Im selben Jahr kam Little Twin Stars heraus, eine weitere beliebte Figur von Sanrio. Ihre erste Verwendung erhielt sie 1975 auf einer kleinen Geldbörse aus Plastik, die für 240 Yen verkauft wurde. Auf der Geldbörse pflückt Melody Blumen, darüber steht in weißer Schrift Little Red Riding Hood. Der Hase wurde 1976 My Melody genannt. Im Laufe der Zeit verlor sich der Zusammenhang zwischen den beiden Geschichten.

## Anime
- My Melody no Akazukin (赤ずきん), Film, 1989
- My Melody no Ōkamisan ni kiotsukete, Original Video Animation, 1994
- Onegai My Melody, Fernsehserie, 2005~2009
- Onegai My Melody You & I, Film, 2012